# Cabo Verde nos Jogos Olímpicos de Verão de 2020
Cabo Verde competiu nos Jogos Olímpicos de Verão de 2020 em Tóquio. Originalmente programados para ocorrerem de 24 de julho a 9 de agosto de 2020, os Jogos foram adiados para 23 de julho a 8 de agosto de 2021, por causa da pandemia COVID-19. Será a 7ª participação da nação nos Jogos Olímpicos de Verão desde sua estreia em 1996.

## Competidores
Abaixo está a lista do número de competidores nos Jogos.
| Esporte   | Masculino | Feminino | Total |
| --------- | --------- | -------- | ----- |
| Atletismo | 1         | 0        | 1     |
| Boxe      | 1         | 0        | 1     |
| Ginástica | 0         | 1        | 1     |
| Judô      | 0         | 1        | 1     |
| Natação   | 1         | 1        | 2     |
| Total     | 3         | 3        | 6     |

## Atletismo
Cabo Verde recebeu vagas de Universalidade da IAAF para enviar um atleta para os Jogos.
- Nota– As posições para os eventos de pista são em relação à bateria do atleta
- Q = Qualificado para a próxima fase
- q = Qualificado para a próxima fase como o perdedor mais rápido ou, em eventos de campo, pela posição sem atingir o alvo para qualificação
- NR = Recorde nacional
- N/A = Fase não aplicável para o evento
- Bye = Atleta não precisou disputar aquela fase

Eventos de pista e estrada
| Atleta         | Evento                        | Eliminatória | Eliminatória | Semifinal | Semifinal | Final     | Final   |
| Atleta         | Evento                        | Resultado    | Posição      | Resultado | Posição   | Resultado | Posição |
| -------------- | ----------------------------- | ------------ | ------------ | --------- | --------- | --------- | ------- |
| Jordin Andrade | 400 m com barreiras masculino |              |              |           |           |           |         |

## Boxe
Cabo Verde recebeu um convite da Comissão Tripartite para enviar o boxeador do peso mosca David Daniel de Pina para as Olimpíadas.
| Atleta               | Evento           | Fase de 32           | Oitavas-de-final     | Quartas-de-final     | Semifinais           | Final                | Final   |
| Atleta               | Evento           | Adversário Resultado | Adversário Resultado | Adversário Resultado | Adversário Resultado | Adversário Resultado | Posição |
| -------------------- | ---------------- | -------------------- | -------------------- | -------------------- | -------------------- | -------------------- | ------- |
| David Daniel De Pina | -52 kg masculino |                      |                      |                      |                      |                      |         |

## Ginástica

### Rítmica
Cabo Verde recebeu um convite da Comissão Tripartite para enviar uma ginasta para o individual geral da ginástica rítmica.
| Atleta       | Evento     | Qualificação | Qualificação | Qualificação | Qualificação | Qualificação | Qualificação | Final | Final | Final | Final | Final | Final   |
| Atleta       | Evento     | Arco         | Bola         | Maças        | Fita         | Total        | Posição      | Arco  | Bola  | Maças | Fita  | Total | Posição |
| ------------ | ---------- | ------------ | ------------ | ------------ | ------------ | ------------ | ------------ | ----- | ----- | ----- | ----- | ----- | ------- |
| Márcia Lopes | Individual |              |              |              |              |              |              |       |       |       |       |       |         |

## Judô
Cabo Verde inscreveu uma judoca para o torneio olímpico após receber uma vaga da Comissão Tripartite da International Judo Federation.
| Atleta           | Evento          | Fase de 32           | Oitavas-de-final     | Quartas-de-final     | Semifinais           | Repescagem           | Final / BM           | Final / BM |
| Atleta           | Evento          | Adversário Resultado | Adversário Resultado | Adversário Resultado | Adversário Resultado | Adversário Resultado | Adversário Resultado | Posição    |
| ---------------- | --------------- | -------------------- | -------------------- | -------------------- | -------------------- | -------------------- | -------------------- | ---------- |
| Sandrine Billiet | –63 kg feminino |                      |                      |                      |                      |                      |                      |            |

## Natação
Cabo Verde recebeu vagas de universalidade da FINA para enviar os nadadores de melhor ranking (um por gênero) para seus respectivos eventos individuais nas Olimpíadas, baseado no Ranking de Pontos da FINA de 28 de junho de 2021.
| Atleta     | Evento               | Eliminatória | Eliminatória | Semifinal | Semifinal | Final | Final   |
| Atleta     | Evento               | Tempo        | Posição      | Tempo     | Posição   | Tempo | Posição |
| ---------- | -------------------- | ------------ | ------------ | --------- | --------- | ----- | ------- |
| Troy Pina  | 50 m livre masculino |              |              |           |           |       |         |
| Jayta Pina | 100 m peito feminino |              |              |           |           |       |         |